# Тінь Пушкіна

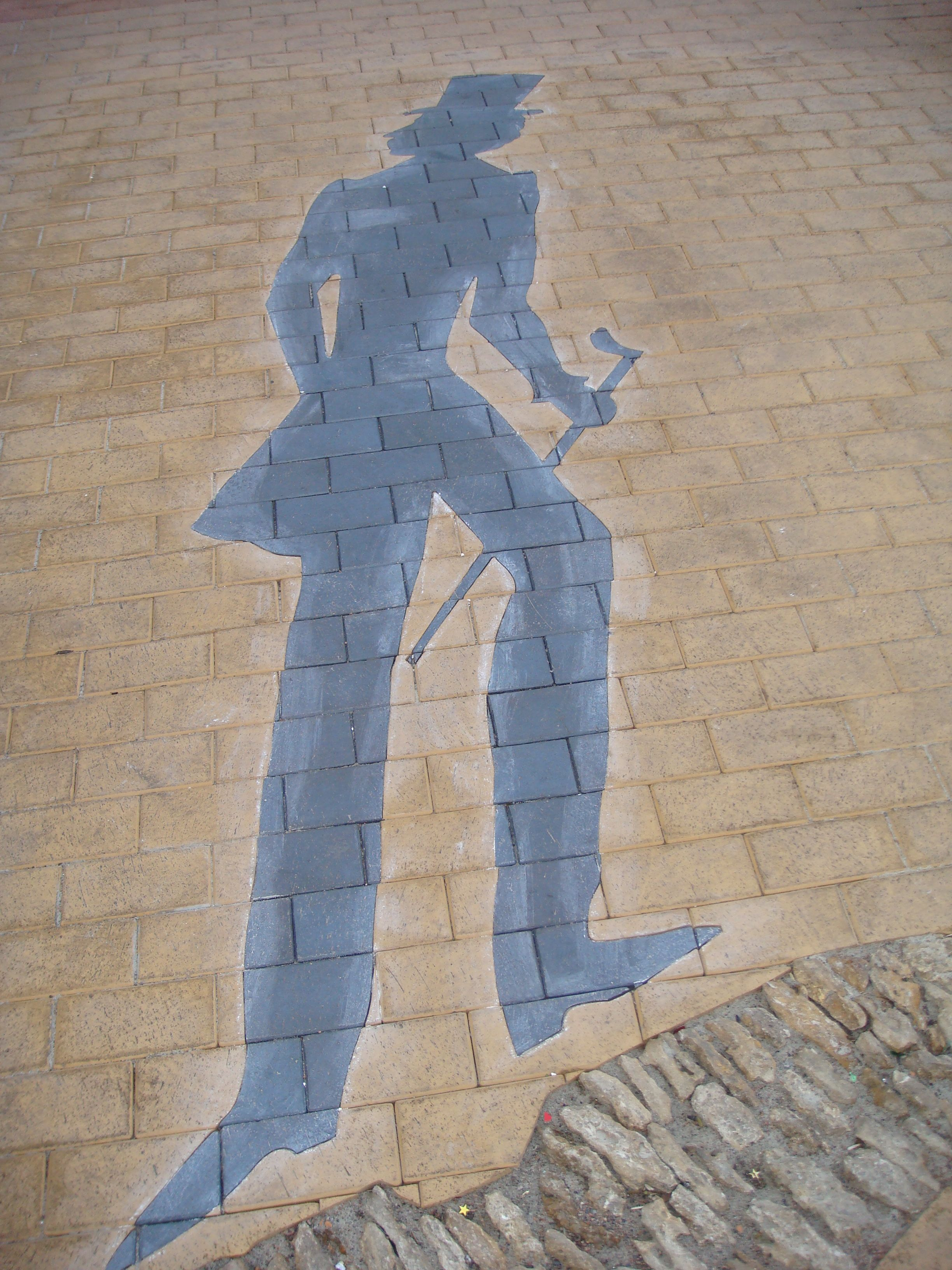
Тінь Пушкіна

«Тінь Пу́шкіна» — арт-об'єкт в Одесі, розташований на перетині вулиць Дерибасівської та Рішельєвської. Знак є зображенням тіні людини, яка має гротескні риси поета Олександра Пушкіна, нанесеним на тротуар.
Ідея створення арт-об'єкта народилася в письменника О. М. Борушко та одеського краєзнавця О. Й. Губаря. Відкриття пам'ятного знака відбулося 26 вересня 2013 року і було приурочене до відкриття щорічного міжнародного літературного фестивалю «Пушкінська осінь», що проводиться в Одесі.
Інсталяцію виконано у вигляді силуету людської фігури, розміром більше двох метрів, у гротескних рисах якої легко впізнаються риси Олександра Пушкіна, характерні для його автопортретів. Тінь виготовлена з тонованого клінкеру (високоякісний цемент, обпалений спеціальним способом). У ногах тіні сучасний тротуар замінений фрагментом бруківки, характерною для одеських вулиць початку XIX ст..
Місцем установки пам'ятного знака було вибрано перетин вулиць Дерибасівської та Рішельєвської. Тут на початку XIX ст. стояв «Будинок Рено» — готель, в якій певний час проживав Олександр Пушкін у період перебування на засланні в 1823—1824 роках, тому саме це перехрестя неодноразово «несло на собі» тінь справжнього поета.
Анонсовані плани міської влади та оргкомітету фестивалю «Пушкінська осінь» з відкриття пам'ятного знака викликали протести ряду жителів Одеси і міських громадських організацій, які вважали, що ідея пам'ятника не оригінальна сама по собі, що розташування зображення у площині тротуару зробить його об'єктом атак вандалів, а те, що пішоходи зможуть проходити прямо по зображенню поета, є образою його пам'яті. Ініціативна група противників пам'ятного знака загрожувала його організаторам перешкодити відкриттю. Щоб уникнути протистояння, урочисте відкриття об'єкта провели 26 вересня 2013 року о 10:00 ранку, а не о третій годині дня, як це було заявлено, коли ніхто з противників не був присутній на місці.
11 серпня 2025 року арт-об'єкт Тінь Пушкіна було зафарбовано.